# Antonín Zápotocký
Antonín Zápotocký (Zákolany, 19 dicembre 1884 – Praga, 13 novembre 1957) è stato un politico cecoslovacco, Primo ministro della Cecoslovacchia dal 1948 al 1953 e Presidente della Repubblica dal 1953 al 1957. È stato membro a vita del Partito Comunista di Cecoslovacchia.